# Wo gehest du hin?
Wo gehest du hin? (BWV 166) is een religieuze cantate gecomponeerd door Johann Sebastian Bach.

## Programma
Deze cantate is geschreven voor de vierde zondag na Pasen genoemd Zondag Cantate. Deze cantate werd voor het eerst uitgevoerd op 7 mei 1724 te Leipzig. De tekstdichter is onbekend.

Deze cantate behoort tot de eerste cantatejaargang.
Bijbellezingen voor die zondag:
- Jacobus 1, 17-21: Alle goede gaven en alle volmaakte gift is van boven afkomstig, neerdalend van de Vader der lichten
- Johannes 16, 5-15: Maar nu ga ik heen naar wie mij heeft gestuurd,- en niemand van u vraagt mij: waar gaat u heen?

## Tekst
De tekst fragmenten luiden
- Aria (bas): Wo gehest du hin?
- Aria (tenor): Ich will an den Himmel denken
- Chorale (sopraan): Ich bitte dich, Herr Jesu Christ
- Recitatief (bas): Gleichwie die Regenwasser bald verfliessen
- Aria (alt): Man nehme sich in acht
- Koraal: Wer weiss, wie nahe mir mein Ende

## Muzikale bezetting
Hobo, viool 1 en 2, altviool en basso continuo (inclusief orgel)

## Toelichting
Deze cantate heeft dezelfde vormgeving als cantate 86: Wahrlich, ich sage euch en sluiten op elkaar aan. 